# プラークボーイマックス
マクスウェル・エリオット・デント（Maxwell Elliot Dent、2003年4月3日 - ）は、プラークボーイマックス（PlaqueBoyMax）として専門的に知られる、ニュージャージー州ウェストオレンジ出身のアメリカ合衆国のオンラインストリーマー、音楽プロデューサー、ラッパーである。2021年にTwitchでストリーミング活動を開始し、2024年にFaZeクランに加入したことや、彼の『イン・ザ・ブース』シリーズの配信で主流の注目を集めた。彼はフィールド・トリップ・レコーディングスと契約しており、2025年5月にデビューソロミックステープ『Five Forever』をリリースした。

## 生い立ち
マクスウェル・エリオット・デントことプラークボーイマックスは2003年4月3日にニュージャージー州ウェストオレンジで生まれ、キースとプリシラ・彼夫妻の3人の子供の2番目である。彼には姉のオリビアと弟のニコラスがいる。
彼はウェストオレンジ高校に通い、そこでバスケットボールの代表チームでプレーし、2021年に卒業した。卒業後は、ライブストリーミングに専念するためにギャップ・イヤーを取り、両親を説得するためにGoogle スライドのプレゼンテーションを作成した。

## 経歴

### 2019年–2021年：Basement Boyz
高校時代、プラークボーイマックスは、彼と友人たちが作成したグループYouTubeチャンネル「Basement Boyz」の編集者であり、ビデオにも出演していた。彼らのコンテンツには、いたずらやラップ中心のビデオが含まれていた。このチャンネルは、グループが解散する前に約20万人の登録者に達した。

### 2021年–2023年：初期の人気
2021年4月、プラークボーイマックスはYouTubeの盾（プラーク）に触発された現在の名義でTwitchアカウントを作成した。彼のコンテンツは当初、リアクション動画、Discordを通じたコミュニティイベント、そしてゲーム実況で構成されていた。この時期、プラークボーイマックスは『ソング・ウォーズ』のような番組を主催し始め、そこではアーティストたちがトーナメント形式でランク付けされるために楽曲を送ってきた。

### 2024年：FaZeクランと『イン・ザ・ブース』
2024年5月、プラークボーイマックスは、組織の刷新後、FaZeに新たに追加された最初のメンバーとなった。その直後、彼は『イン・ザ・ブース』シリーズの配信を開始し、アーティストを招待して彼がエンジニアリングする楽曲を制作し、その後ストリーミングサービスにアップロードするという企画を始めた。LAZER DIM 700による「Laced Max」やDDGによる「Pink Dreads」といった楽曲が人気を博し、アーティストとプラークボーイマックス双方の知名度を高めた。マックスは、ストリーミングでの存在感の結果として、ヒップホップ界で注目すべきプロモーターとしての評判を築いた。

### 2025年–現在：『London』、『Atlanta』、『Five Forever』
2025年1月24日、プラークボーイマックスはセントラル・シーとの配信中に、自己最高の同時視聴者数である12万7000人超えを記録した。3月には、アメリカの俳優兼ラッパーであるウィル・スミスが、アルバム『Based on a True Story』のプロモーションのため、マックスの配信に出演した。3月30日、プラークボーイマックスはEP『London』を自主リリースした。これには、前述の都市で配信中にネムズ、スケプタ、ランシー・フー、YT、Lenと共にレコーディングされた楽曲が含まれている。
5月23日、プラークボーイマックスはフィールド・トリップ・レコーディングスからEP『Atlanta』をリリースした。これには、クエイヴォ、DJドラマ、タナ、1300Saint、ApolloRed1、フロー・ミリ、LAZER DIM 700、Hardrockからの貢献が含まれている。1週間後、彼のデビューソロミックステープ『Five Forever』がリリースされた。

## ディスコグラフィ

### ミックステープ
- Five Forever（2025）